# 烧人沟墓地
烧人沟墓地，位于中国青海省同仁县保安乡保安村，为第四批青海省文物保护单位，公布日期为1986年5月27日，类型为古墓葬。
烧人沟墓地的历史年代为马家窑类型。